# Stories Without Happy Ending
Stories Without Happy Ending – drugi studyjny album mysłowickiej grupy Iowa Super Soccer. Album został wydany 15 marca 2010.
Kompozytorami wszystkich utworów są: Michał Skrzydło i Natalia Baranowska. Proces nagrywania albumu trwał ok. 5 miesięcy.
Album spotkał się z pozytywnym przyjęciem ze strony krytyków muzycznych. 

## Lista utworów
1. Someone Like You
2. Wake Up
3. When You Return
4. My World
5. Sunday Comes
6. Little Joe
7. Scary Book
8. Oh, My Heart
9. Suzanne
10. Mr. Lonely
11. The Story Of Our Picture
12. Rolling Around